# Jan Hackaert

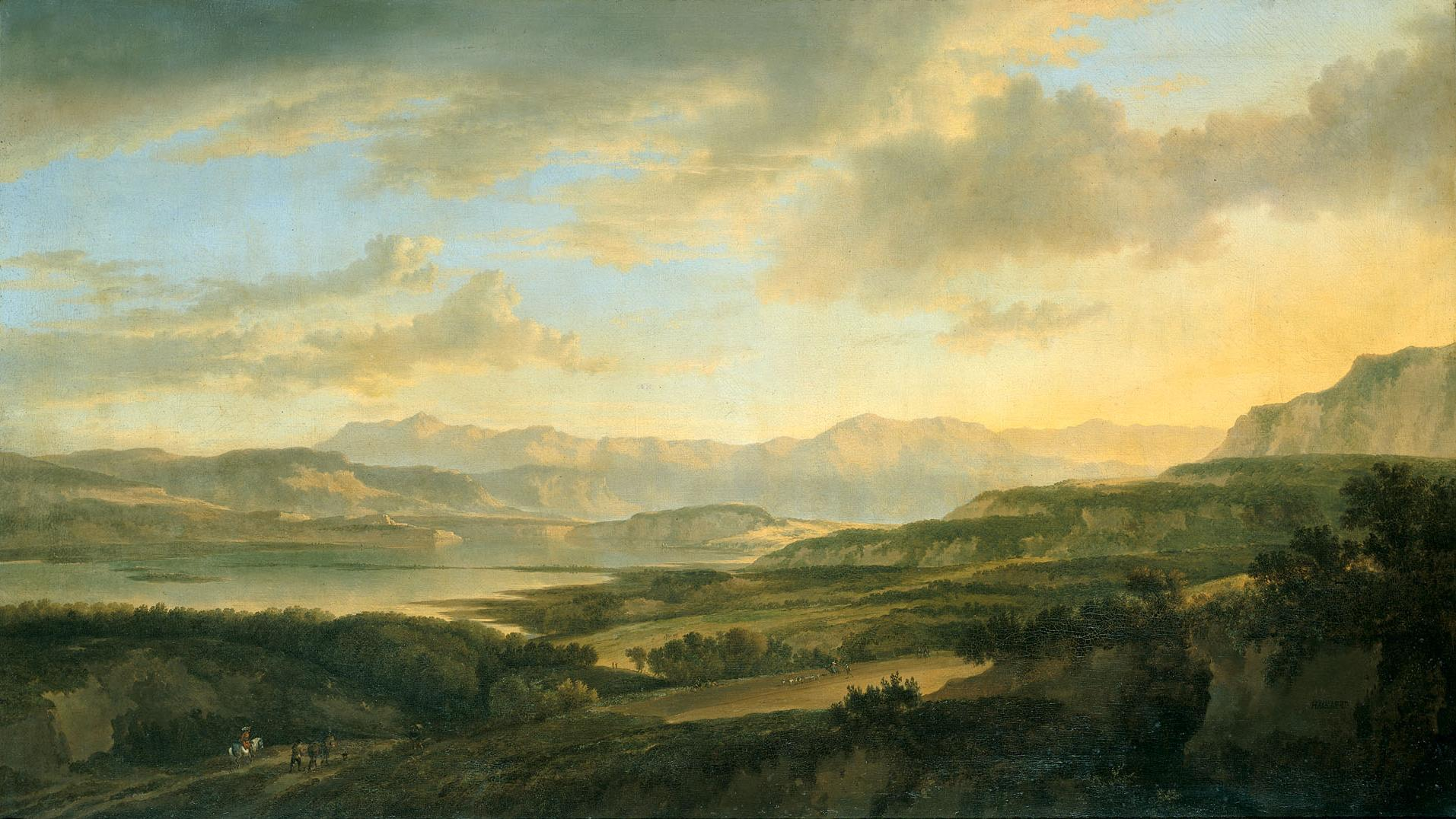
Het Meer van Zürich, ca. 1660-1662, Rijksmuseum Amsterdam

Jan Hackaert (Amsterdam, ged. 1 februari 1628 - aldaar, na 1685) was een Nederlands kunstschilder, tekenaar en etser uit de periode van de Gouden Eeuw. Hij vervaardigde voornamelijk (italianiserende) landschappen. In zijn stijl was hij een navolger van Jan Asselijn en Jan Both. Op zijn beurt beïnvloedde hij Frederik de Moucheron.
Hackaert bereisde Duitsland en was vooral actief in Zwitserland in de periode 1653 - 1658. Hier maakte hij diverse topografische tekeningen bestemd voor de atlas van de Amsterdamse verzamelaar Laurens van der Hem. Hoewel veel van zijn landschappen een Italiaanse sfeer ademen is hij vermoedelijk nooit in Italië geweest. Tot zijn bekendste werken behoort het hier getoonde Meer van Zürich, dat lange tijd werd aangezien voor een Italiaanse locatie.
Arnold Houbraken vermeldt in zijn biografische beschouwingen een vermakelijke anekdote over hoe de schilder tijdens zijn werkzaamheden in Zwitserland te maken kreeg met wantrouwige arbeiders die hem aanzagen voor een tovenaar en hem opbrachten naar de stad (zie de externe link hieronder).
Hackaert werkte diverse malen samen met andere schilders, onder wie Nicolaes Berchem en Adriaen van de Velde, die sommige van zijn landschappen stoffeerden met mens- en dierfiguren.